# 마법진 구루구루
마법진 구루구루(일본어: 魔法陣グルグル 마호진 구루구루[*])는 에토 히로유키의 개그 판타지 만화 작품 및 그것을 원작으로 한 애니메이션 작품이다. 약칭은 구루구루이다.
대한민국에서는 홍콩의 Jade Animation을 통해 애니메이션을 수입하여, 1997년 투니버스에서 전설의 마법 쿠루쿠루라는 제목으로 한국어판으로 방송이 이루어졌다. 이후 1998년 3월 24일부터 1998년 8월 11일까지 MBC에서 투니버스의 한국어판을 재방영하였다. 2002년에는 애니메이션 2작(전 38화)을 투니버스에서 한국어판을 진행하였다. 2017년 7월 20일부터 2017년 12월 20일까지 애니메이션 3작이 방영했으며, 한국어판은 2018년 4월 17일부터 2018년 7월 2일까지 투니버스에서 매주 화요일 오후 8시에 방영했다.

## 개요
월간 소년 간간 1992년 8월호에서 2003년 9월호까지 연재되었다. 단행본은 전 16권으로 1200만부 이상이 발행되었다. 1994년에 아사히 방송 계열국에서 애니메이션 방영되었으며 1996년에는 쇼치쿠계 극장에서 극장판 마법진 구루구루가 개봉되었다. 2000년에는 도쿄 (TX) 계열 국에서 두근두근 ♡ 전설 마법진 구루구루라는 이름으로 3번 애니메이션화되었다.
2011년 속편 연재가 발표되었으며, 당해 11월부터 마법진 구루구루 2(魔法陣グルグル2)라는 제목으로 연재중이다. 한국어판은 대원씨아이에서 2018년 5월부터 발행하고 있다.

## 우리말 녹음 목소리 출연

### 투니버스 구방영 (1998년)
- 성선녀: 해설자
- 임은정: 니케
- 정미숙: 코코리
- 최준영: 북북 영감
- 이자명: 토마
- 박경혜: 깁플
- 박선영(1기)→박경혜(2기): 룰루
- 김나연(1기)→정선혜(2기): 레이드
- 손종환: 가야
- 이인성(1기)→김광국(2기): 총재
- 여민정: 쥬쥬
- 시영준: 몽크 집사
- 김선혜: 전골 냄비
- 시영준: 몽크
- 정명준: 델리다
- 박만영: 도키도

### 투니버스 신방영 (2018년)
- 이수진 : 니케
- 정혜원 : 쿠쿠리
- 최준영 : 북북 영감, 버드, 석판, 대신
- 한채언 : 마법 할머니, 자자, 수다악마, 피피그, 메탈
- 정유정 : 장단 요정, 미그, 이루크, 리트, 츄리카, 용용, 피픽, 케베스베스, 도서관 여자
- 정선혜 : 레이드, 레나, 이벨, 식당 할머니
- 현경수 : 카세기, 땅의 왕, 미우 아빠, 남 영감
- 박만영 : 우르가 13세, 라이라이, 바자니, 도키도, 클레멘터
- 김지율 : 게일, 세로 수염쥐3, 길게 우는 고양이, 마부, 불의 사자, 누마크, 비비안, 돈카마, 장단 왕자
- 김가령 : 에나, 그리엘, 츄르, 여자 인형, 멜시
- 이자명 : 메케메케, 토마, 수정 할머니
- 소정환 : 무기 상인, 카세기 골드, 라지니, 마물상사
- 김신우 : 신관, 세로 수염쥐1, 토마 할아버지, 곰돌이, 토라토라, 그림책 구상기체, 장로, 가면남, 샘의 정령, 쿠엔차2, 오싹요정, 슈나벨, 데마
- 손수호 : 장난감, 세로 수염쥐2, 사이코 요정, 기자, 얀반, 조직원, 갈리로, 북 영감
- 김정은 : 북쪽 마을 촌장, 코코자, 서치아이, 움겔, 너구리
- 안영미 : 룰루, 요정2, 루린다, 빛나리, 남자 인형
- 손종환 : 카야, 사타나티아
- 여민정 : 요정1, 쥬쥬, 쿠쿠리 엄마, 케베스베스
- 김광국 : 총재, 내레이션, 쿠엔차1, 여장남자, 곰돌이 태양, 라칸, 탈튼, 동 영감
- 박경혜 : 깁플
- 한신 : 기자이아, 쿠쿠리 아빠, 물의 왕
- 시영준 : 몽크, 퇴마 인형, 왈왈, 몬스터 공룡
- 이호산 : 가타리, 도적, 불의 왕, 서 영감
- 한신정 : 모겔, 레피아
- 홍범기 : 아담스키, 이데루가
- 박성태 : 두목
- 김선혜 : 페펙, 나나코나
- 김새해 : 미르카
- 정명준 : 델리다, 누시타
- 김정훈 : 촌장, 지키타
- 방연지 : 소녀, 운명의 여신
- 정승욱 : 기리
- 김영은 : 크루제
- 양정화 : 플라나노, 미우 엄마
- 김채하 : 꽃의 정령1, 미우
- 강성우 : 어둠의 사람들1, 쿠엔차1, 쿠로코1, 공룡몬스터
- 김다올 : 어둠의 사람들2, 주술사, 파인애플 폭탄, 몬스터1, 마타데
- 이상호 : 어둠의 사람들3, 마부, 쿠엔차2, 고양이, 쿠로코2, 거대 토끼
- 홍승효 : 어둠의 사람들4, 돼지몬스터, 몬스터2
- 박시윤: 고양이, 시간의 여신1, 리릭
- 유영 : 꽃의 정령2, 스비나3
- 김도희 : 피카비아, 스비나2
- 강새봄 : 시간의 여신2, 스비나1

## 한국어판(2018년) 방영 목록
| 회차       | 제목                          | 방송 일자       |
| ---------- | ----------------------------- | --------------- |
| 1화        | 니케와 쿠쿠리, 모험을 떠나다! | 2018년 4월 17일 |
| 2화        | 저주에 걸린 북쪽 마을         | 2018년 4월 17일 |
| 3화        | 쿠쿠리의 숨겨진 마법          | 2018년 4월 24일 |
| 4화        | 쿠쿠리의 야외 수행장          | 2018년 4월 24일 |
| 5화        | 위기에 빠진 저쪽 마을         | 2018년 5월 1일  |
| 6화        | 저쪽 마을에 나타난 라이벌!    | 2018년 5월 1일  |
| 7화        | 신기한 요정의 마을            | 2018년 5월 8일  |
| 8화        | 다시 만난 토마                | 2018년 5월 8일  |
| 9화        | 신비한 미그미그족의 유적      | 2018년 5월 15일 |
| 10화       | 끝 없는 탑의 진짜 모습        | 2018년 5월 15일 |
| 11화       | 니케와 쿠쿠리, 도적이 되다!   | 2018년 5월 22일 |
| 12화       | '바나나 문' 찾기 대작전!      | 2018년 5월 22일 |
| 13화       | 드래곤 마을의 전설            | 2018년 5월 29일 |
| 14화       | 이상한 아라하비카 마을        | 2018년 5월 29일 |
| 15화       | 악마가 되어버린 쿠쿠리        | 2018년 6월 5일  |
| 16화       | 판포스의 유적을 지켜라!       | 2018년 6월 5일  |
| 17화       | 에르에르 마을의 북소리        | 2018년 6월 12일 |
| 18화       | 꽃의 나라를 지켜라!           | 2018년 6월 12일 |
| 19화       | 노래하는 배트하의 탑          | 2018년 6월 19일 |
| 20화       | 레프 섬을 탈출하라!           | 2018년 6월 19일 |
| 21화       | 마왕 기리의 부활!             | 2018년 6월 26일 |
| 22화       | 지타리 유적! 쥬쥬를 구해라!   | 2018년 6월 26일 |
| 23화       | 기리의 성! 끝 없는 전투!      | 2018년 7월 2일  |
| 최종화(24) | 쿠쿠리의 '사랑하는 마음'      | 2018년 7월 2일  |